# 帕斯卡爾·科斯特
格扎維埃·帕斯卡爾·科斯特（法語：Xavier Pascal Coste，1787年2月8日—1879年11月26日）是一名法國建築師。

## 生平

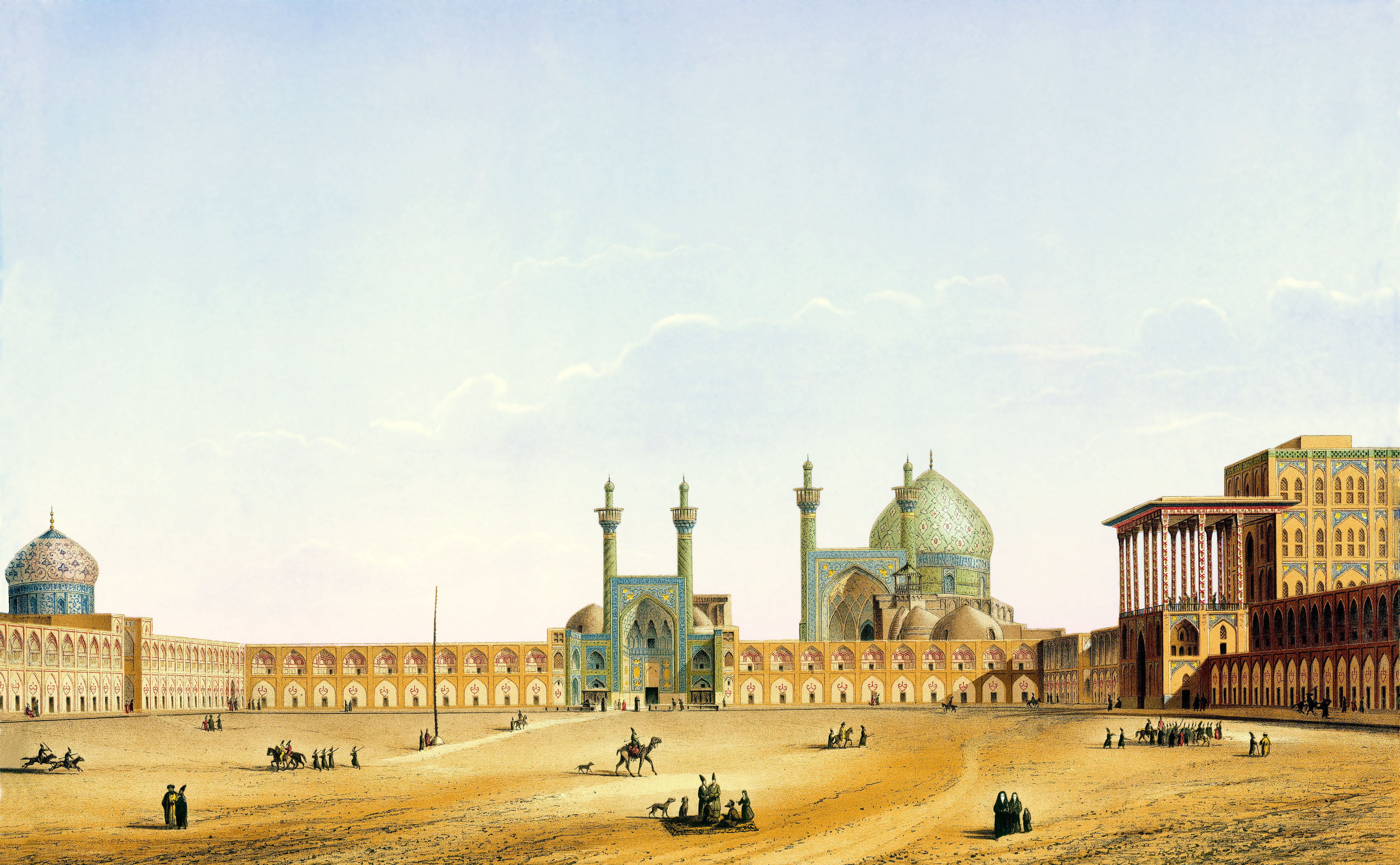
帕斯卡爾·科斯特所繪伊朗伊斯法罕伊瑪目廣場

帕斯卡爾·科斯特1787年出生於法國馬賽，他的父親是位工頭。因其建築天賦，科斯特進入建築師Penchaud的工作室學習。1814年，科斯特被巴黎國立高等美術學院（École nationale supérieure des Beaux-Arts）錄取。在巴黎時科斯特認識了地理學家Edme François Jomard，正是他將科斯特介紹給了時任埃及帕夏（總督）的穆罕默德·阿里帕夏。穆罕默德·阿里於1817年任命科斯特為其建築師。
1825年科斯特帶著一系列關於開羅建築的繪畫回到法國，但不久後應穆罕默德·阿里的邀請再次前往埃及。這次穆罕默德·阿里任命他為下埃及的總工程師。科斯特在那裡待了四年，積累了很多建築草圖，因埃及艱鉅的氣候於1829年再次回到法國。在法國時，他在École des Beaux-Arts當任建築學教授。
與此同時，他環遊法國、德國、比利時、突尼斯並編寫了多部建築學著作。其中《阿拉伯建築》（法語：Architecture arabe，1827）為其爭取到了法國國王派往伊朗國王的使團中的一個位置。在伊朗，科斯特和畫家Eugène Flandin被授權訪問阿塞拜疆、伊斯法罕、設拉子以及埃克巴坦那、貝希斯敦、Taq-e Bostan, 坎加瓦爾、帕薩爾加德和波斯波利斯的廢墟，在那裡他繪製了許多草圖。在路經巴格達時，他訪問了塞琉西亞、泰西封和巴比倫的廢墟。科斯特繼續前往途經尼尼微，法國考古學家Paul-Émile Botta也正前往那裡開始發掘。
科斯特的中東之旅引起了路易-菲利普一世的興趣，使科斯特於1844年成為馬賽首席建築師。1846年，商會主席M. Luce委託科斯特建造麻田街上的馬賽交易所。
科斯特是個不知疲軍的旅行家，即使年過八十，他訪問了西班牙、愛爾蘭、德國、奧地利、匈牙利、俄國和意大利。在晚年，他被授予法國榮譽軍團勳章「軍官勳位」。科斯特於92歲時去世，葬於馬賽聖皮埃爾公墓（cimetière Saint-Pierre）。

## 建築
- 马赛圣拉匝禄堂（Église Saint-Lazare）, 1833
- 马赛圣若瑟堂（Église Saint-Joseph）, 1833
- 馬賽Église de Saint-Barnabé, 1846
- 马赛圣罗格堂（Église Saint Roch），又名“马扎尔古教堂”（Église de Mazargues），1851
- 馬賽交易所（Palais de la Bourse）
- 馬賽Pavillons du cours Saint-Louis

## 外部連結
- （法文） Institut national d'histoire de l'art: COSTE, Pascal-Xavier